# Perdita brachyglossa
Perdita brachyglossa är en biart som beskrevs av Timberlake 1971. Perdita brachyglossa ingår i släktet Perdita och familjen grävbin. Inga underarter finns listade i Catalogue of Life.